# Альпінія лікарська
Альпінія лікарська, галгант, калган малий — вид рослин роду альпінія (Alpinia), що походить зі Східної Азії.

## Назва
Див. Калган (значення)

## Будова
Трав'яниста рослина, що виростає до двох метрів висоти. Довгі і тонкі листки. Квіти білі з червоними смугами, виростають на окремих квітоніжках. Ризоми відомі під назвою «калган» товсті і тверді, мають гарний аромат та гострий смак.